# Donacia versicolorea
Espèce
Donacia versicolorea est une espèce de chrysomèle européenne de la sous-famille des Donaciinae,